# Что так сердце растревожено (альбом)
«Что так сердце растревожено» — концертный альбом группы «Ноль». В основном, записан на концерте в ДК им. Ленсовета 15 ноября 1997 года. Был издан в 1999 году компанией «Отделение Выход».

## Об альбоме
Альбом записан во время попытки воссоздания группы после возвращения лидера Фёдора Чистякова к музыкальной деятельности, прерывавшейся из-за душевного расстройства и «скитания по тюрьмам и психушкам». Состав участников — классический (Фёдор Чистяков, Дмитрий Гусаков, Алексей Николаев, Георгий Стариков, Пётр Струков), что нельзя сказать о сыгранной программе. Собственно к песням «Ноля» относятся только известные «Человек и кошка» и «Ехали по улицам трамваи», а также инструментальная «Полёт на Луну». Инструментальную наклонность можно, в принципе, отнести и ко всему альбому. В песне «Человек и кошка» в припеве была заменена строчка «И печаль отступит, и тоска пройдёт» на «Не поможет порошок, и доктор не спасёт», в чём «дядя Фёдор» практически открещивается от прошлого образа жизни. После ряда концертов музыкантами была осознана невозможность нового обновлённого существования под старым названием, и группа распалась.

## Список композиций
| №   | Название                              | Текст песни        | Музыка                    | Длительность |
| --- | ------------------------------------- | ------------------ | ------------------------- | ------------ |
| 1.  | «Что так сердце растревожено / Intro» | Михаил Матусовский | Тихон Хренников           | 4:31         |
| 2.  | «Ехали по улице трамваи / Adagio»     | Фёдор Чистяков     | Фёдор Чистяков / Альбиони | 5:07         |
| 3.  | «Кислотный дождь»                     | Фёдор Чистяков     | Фёдор Чистяков            | 5:41         |
| 4.  | «People are strange»                  | The Doors          | The Doors                 | 7:47         |
| 5.  | «Осень»                               | Фёдор Чистяков     | Фёдор Чистяков            | 5:14         |
| 6.  | «Полёт на луну»                       | Фёдор Чистяков     | Фёдор Чистяков            | 3:45         |
| 7.  | «Тёмная ночь»                         | Владимир Агатов    | Никита Богословский       | 6:42         |
| 8.  | «Праздник в долине»                   | Фёдор Чистяков     | Фёдор Чистяков            | 6:25         |
| 9.  | «Человек и кошка»                     | Фёдор Чистяков     | Фёдор Чистяков            | 3:45         |
| 10. | «Ой, цветет калина»                   | Исаак Дунаевский   | Исаак Дунаевский          | 5:02         |
| 11. | «Mon amour»                           |                    |                           | 5:05         |
| 12. | «Прощай, туманный берег»              | Фёдор Чистяков     | Георгий Стариков          | 5:42         |

## Участники записи
- Фёдор Чистяков — вокал, баян
- Петр Струков — акустическая гитара, балалайка
- Георгий Стариков — гитара
- Дмитрий Гусаков — бас-гитара
- Алексей Николаев — барабаны

Альбом записан на концерте в ДК им. Ленсовета (Санкт-Петербург) 15 ноября 1997 года, за исключением:
- Композиция № 9 — записана на концерте в Краснодаре 9 февраля 1998 года;
- Композиции № 10, № 11 — записаны на концерте в клубе «Не бей копытом» (Москва) 26 октября 1997 года.